# Per Dich
Per Frederik Schiemann Dich (ur. 4 kwietnia 1926 w Kopenhadze, zm. 7 grudnia 1994) – duński polityk, muzyk i dziennikarz, deputowany Folketingetu i poseł do Parlamentu Europejskiego.

## Życiorys
Syn lekarza Poula Henninga Dicha, jego rodzina gościła w swoim domu licznych uchodźców. Po ukończeniu szkoły wykonywał różne prace fizyczne (m.in. w porcie, browarze, latarni morskiej i gospodarstwie rolnym), w latach 1955–1958 był zastępcą nauczyciela szkoły podstawowej. Później kształcił się w zakresie gry na wiolonczeli w Królewskim Duńskim Konserwatorium Muzycznym, podjął też nieukończone studia politologiczne. Zajął się działalnością muzyczną, grał głównie utwory folkowe, a także protest songi krytykujące m.in. kapitalizm. W latach 60. wydał dwie płyty (nagrał ich kilka wspólnie z innymi artystami), a w 1971 wystąpił na Roskilde Festival. Zajmował się dziennikarstwem, publikował w powiązanych z ludowymi socjalistami czasopismach „SF-bladet” i „Minavisen”. Ponadto tworzył dramaty i przetłumaczył jedną książkę z języka niemieckiego.
Zaangażował się w działalność polityczną w ramach Socjalistycznej Partii Ludowej, od 1967 zasiadał w jej władzach. W kadencji 1971–1973 był posłem do Folketingetu. Od stycznia do grudnia 1973 oddelegowany do Parlamentu Europejskiego, pozostawał niezrzeszony. W późniejszych latach był m.in. właścicielem restauracji i kierownikiem kopenhaskiej sali koncertowej.
W 1968 ożenił się z Pamelą Silverman.